# 农村五保供养制度
农村五保供养制度是中华人民共和国在农村地区实施的一种社会保障制度。“五保”是指对符合条件的供养对象提供保吃、保穿、保住、保医、保葬（孤儿保教）等五项生活保障措施。

## 历史
农村五保供养制度始于20世纪50年代。1956年出台的《高级农业生产合作社示范章程》提出要保障老弱孤寡残社员的吃、穿、烧（燃料）、教、葬。自此，农村五保供养制度初具雏形。
1994年1月，中华人民共和国国务院颁布《农村五保供养工作条例》，将农村五保供养制度定性为“农村的集体福利事业”，并把“五保”的供养内容调整为“保吃、保穿、保住、保医、保葬（孤儿保教）”，所需经费从村提留或者乡统筹列支。
2000年起，伴随农村税费改革的开展，农村五保供养制度的经费逐渐调整为从农业税附加列支。
2006年1月1日，《农业税条例》正式废除。同年1月11日，新的《农村五保供养工作条例》颁布。条例对农村五保供养制度的经费来源做出如下规定：“农村五保供养资金，在地方人民政府财政预算中安排。有农村集体经营等收入的地方，可以从农村集体经营等收入中安排资金，用于补助和改善农村五保供养对象的生活。”

## 供养对象
农村五保供养制度的供养对象通常称为“五保户”。
按照《农村五保供养工作条例》第六条的规定，农村五保供养制度的供养对象为“老年、残疾或者未满16周岁的村民，无劳动能力、无生活来源又无法定赡养、抚养、扶养义务人，或者其法定赡养、抚养、扶养义务人无赡养、抚养、扶养能力的”。
按照《农村五保供养工作条例》第七条的规定：享受农村五保供养待遇，应当由村民本人向村民委员会提出申请；因年幼或者智力残疾无法表达意愿的，由村民小组或者其他村民代为提出申请。经村民委员会民主评议，对符合《农村五保供养工作条例》第六条规定条件的，在本村范围内公告；无重大异议的，由村民委员会将评议意见和有关材料报送乡、民族乡、镇人民政府审核。

## 供养内容
按照《农村五保供养工作条例》第九条的规定，农村五保供养包括下列供养内容：
1. 供给粮油、副食品和生活用燃料；
2. 供给服装、被褥等生活用品和零用钱；
3. 提供符合基本居住条件的住房；
4. 提供疾病治疗，对生活不能自理的给予照料；
5. 办理丧葬事宜。

对于未满16周岁或者已满16周岁仍在接受义务教育的农村五保供养对象，还应当保障他们依法接受义务教育所需费用。

## 另見
- 居民最低生活保障制度（低保）